# Taschen
 (juillet 2017).
Si vous disposez d'ouvrages ou d'articles de référence ou si vous connaissez des sites web de qualité traitant du thème abordé ici, merci de compléter l'article en donnant les références utiles à sa vérifiabilité et en les liant à la section « Notes et références ».
Taschen est une maison d'édition allemande, fondée en 1980 par Benedikt Taschen à Cologne. Elle se spécialise dans les livres d'art, de cinéma, de mode, de photographie, d'architecture et de pop culture.
Elle possède plusieurs librairies en propre dans le monde.

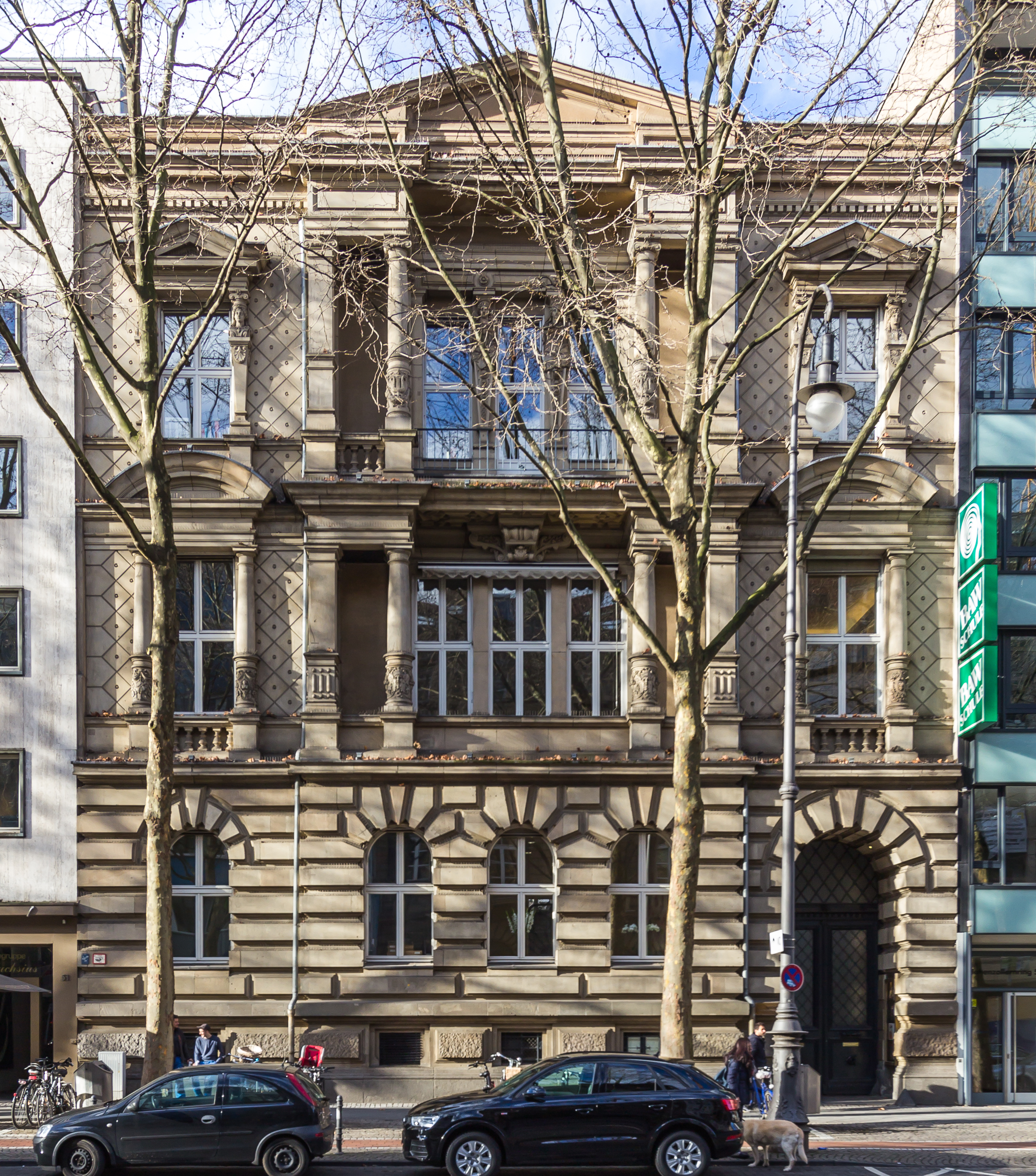
Bureaux de Taschen à Cologne.

## Présentation
Benedikt Taschen débute en publiant des collections de bande dessinée (Taschen Comics).
Son ambition est, ensuite, de publier des livres d'art, très illustrés, innovants et au design soigné, à des prix bas. Pour ce faire, Taschen édite ses premiers livres avec des textes brefs, en trois langues (par exemple, anglais, français, allemand). L'éditeur peut ainsi imprimer ses ouvrages à plusieurs dizaines de milliers d'exemplaires, ce qui lui permet de les proposer à des prix raisonnables, sur plusieurs marchés différents.
Taschen doit aussi sa notoriété à des publications sur des thèmes habituellement ignorés des librairies traditionnelles et des sujets en marge tels que l'histoire de la photographie érotique ou pornographique, le fétichisme, l'art queer et homosexuel, ou des magazines pour adultes (dont de nombreux livres en collaboration avec Playboy).
Taschen a eu une influence notable en donnant une visibilité à ces sujets controversés, tout en proposant en parallèle au grand public ses autres publications : rééditions de bandes dessinées, photographie d'art, peinture, art contemporain, design, mode, histoire de la publicité, cinéma et architecture.
À l'opposé de ces publications « économiques », Taschen édite des ouvrages hors normes, tels le second livre le plus cher de l'histoire de l'édition, GOAT, un ouvrage de 700 pages sur le boxeur Mohamed Ali à 12 500 $, que le journal Der Spiegel désigna comme « la plus grande, lourde et brillante chose jamais publiée dans l'histoire de la civilisation », ainsi que Sumo (12 500 $), rétrospective de Helmut Newton, ou un volume en édition limitée, Araki, à 2 500 $.
Taschen a également publié la bible culinaire, Modernist Cuisine : Art et science culinaires, en 2011 (6 volumes ; plus de 20 kg).

### Collections
- La Petite Collection Art est une série populaire d'environ 300 volumes, monographies d'artistes, allant des plus grands génies de l'art (tel Michel-Ange) à ceux relevant, par exemple, du domaine des arts décoratifs ou de l'illustration (tel Norman Rockwell).

### Diffusion
Le siège de la marque se trouve à Cologne, dans un hôtel particulier du XIXe siècle, où travaillent une centaine d'employés et où sont exposées des œuvres d'art de la collection personnelle de Benedikt Taschen.
Taschen possède ses propres librairies à Beverly Hills, Bruxelles, Cologne, Hong Kong, Londres, Los Angeles, Madrid, Miami, Milan, New York et Paris (rue de Buci).
On en compte une vingtaine au total en 2018, publiant entre 60 et 80 nouveautés chaque année, pour 400 titres disponibles et un catalogue de 1 500.

## Données financières
En 1991, le chiffre d'affaires est de 350 millions de francs (53 357 156 €) avec 10 millions d'exemplaires vendus.